# سیارک ۱۳۶۷۴
سیارک ۱۳۶۷۴ (به انگلیسی: 13674 Bourge، نامگذاری:1997MJ2) سیزده هزار و ششصد و هفتاد و چهارمین سیارک کشف شده‌است که در ۳۰ ژوئن ۱۹۹۷ کشف شد.
قدر مطلق سیارک برابر ۱۴٫۵۰ است.